# ジャワド・エル・ヤミク
ジャワド・エル・ヤミク（Jawad El Yamiq、1992年2月29日 - ）は、モロッコ・フリフガ出身のサッカー選手。サウジ・プロ・リーグ・アル・ワフダ所属。モロッコ代表。ポジションはディフェンダー。

## 経歴
モロッコのオリンピック・フリブガにてプロデビューを果たすと、2016年に国内強豪クラブの1つであるラジャ・カサブランカに移籍する。
2018年1月31日、セリエAのジェノアに移籍。2019-20シーズンの後半戦からはレアル・サラゴサにレンタルされた。
2020年9月24日、レアル・バリャドリードと4年契約を結んだ。
2023年8月15日、アル・ワフダ・メッカに移籍した。

## 代表歴

### 出場大会
- モロッコ代表
  - 2022 FIFAワールドカップ

### 試合数
- 国際Aマッチ 29試合 3得点（2016年-）[4]

| モロッコ代表 | 国際Aマッチ | 国際Aマッチ |
| 年           | 出場        | 得点        |
| ------------ | ----------- | ----------- |
| 2016         | 3           | 0           |
| 2017         | 6           | 1           |
| 2018         | 4           | 0           |
| 2019         | 3           | 1           |
| 2020         | 1           | 0           |
| 2021         | 2           | 1           |
| 2022         | 8           | 0           |
| 2023         | 2           | 0           |
| 通算         | 29          | 3           |

## タイトル

### 代表
モロッコ
- アフリカネイションズチャンピオンシップ: 2018

### 勲章
- モロッコ国家勲章（英語版）: 2022[5]